# Шеригес, Пьер
Пьер Шериге́с (фр. Pierre Chayriguès; 1 мая 1892, XVI округ Парижа — 19 марта 1965, Леваллуа-Перре) — французский футбольный вратарь. По опросу Международной федерации футбольной истории и статистики делит 47-е место среди лучших вратарей XX века в Европе.

## Биография
В 13 лет начал играть на позиции вратаря в клубе «Леваллуа» из пригорода Парижа. С 1906 по 1908 год играл в клубе «Клиши» из ещё одного столичного пригорода.
В 1911 году в 19 лет присоединился к парижскому клубу «Ред Стар». В том же году дебютировал в составе сборной Франции в товарищеском матче против сборной Люксембурга (4:1). Довольно быстро стал известен в Европе, в 1913 году английский клуб «Тоттенхэм» приглашал молодого вратаря присоединится к составу клуба, предлагая месячную зарплату 13 000 франков. Шеригес отказался. Позже он признавался, что неплохо зарабатывал в составе «Ред Стар», несмотря на любительский статус клуба.
В 1919 году в составе сборной Франции был участником Межсоюзнических игр, крупных спортивных соревнований, организованных странами-победителями в Первой мировой войне. Участие в соревнованиях принимали действующие и бывшие участники вооружённых сил своих стран. В составе сборной Франции (как в других командах) выступали известные футболисты, игроки национальной сборной. Впрочем, матчи турнира не входят в официальный реестр ФИФА. Игры проводились в Париже на новом стадионе Першинг. Франция выступала в группе А, которую уверенно выиграла. Шеригес не пропустил ни одного гола в трёх матчах, а его команда одержала три победы над сборными Румынии (4:0), Греции (11:0) и Италии (2:0) . В финале соперником французов стала звёздная команда Чехословакии. Значительную часть матча французы побеждали со счётом 2:1, а Шеригес демонстрировал очень удачную игру в воротах. В конце игры Чехословакия вырвала победу со счётом 3:2. Пьер в этом матче получил тяжёлую травму плеча и перелом таза, из-за чего надолго выбыл из игры и вернулся на поле только в 1921 году.
Возвращение Шеригеса состоялось во время проведения финального матча Кубка Франции в 1921 году. «Ред Стар» победил со счётом 2:1 парижский клуб «Олимпик», а Пьер стал одним из лучших игроков матча, несмотря на длительное отсутствие игровой практики. Решающим событием матча стал назначенный в конце матча одиннадцатиметровый в пользу Олимпика, когда рукой на линии ворот сыграл Люсьен Гамблен. Но Жюль Девакез пробил слабо и Шериге парировал его удар. На тот момент «Ред Стар» фактически играл вдевятером, так-как Жюст Брюз сломал лодыжку, а Франсуа Югу лишь номинально оставался на поле с травмой ключицы.
В 1922 году «Ред Стар» снова выиграл Кубок Франции, обыграв в финале «Ренн» со счетом 2:0. В 1923 году клуб Шеригеса в третий раз получил национальный кубок. В финальном матче «Ред Стар» победил «Сет» со счетом 4:2.
В 1923 году Шеригес, после продолжительного перерыва, вернулся в сборную Франции. Был основным вратарём сборной на Олимпийских играх 1924 года, где французы уступили в четвертьфинале будущим победителям соревнований сборной Уругвая (1:5).
Завершил карьеру в клубе и сборной в 1925 году. За сборную Франции в общей сложности сыграл 21 матч в 1911—1925 годах.
В 1930-х годах тренировал алжирский клуб «Галия Спорт». После Второй мировой войны открыл кафе в городе Авранш. В 1948—1956 годах был тренером местного одноимённого клуба.

## Стиль игры
Шеригес объяснял в своих воспоминаниях своё видение роли вратаря:
«Я сразу понял, что вратарь должен быть чем-то большим, чем игрок, замкнутый в своей клетке. Поэтому я решил покинуть линию ворот и использовать все восемнадцать метров штрафной, чтобы лучше предвидеть игру, останавливать атаки противника и начинать контратаки.».
Оригинальный текст (фр.)J'ai compris tout de suite que le gardien devait être autre chose qu'un homme enfermé dans sa cage. J'ai donc décidé de quitter ma ligne de but et de me promener dans les dix-huit mètres, à la fois pour mieux anticiper le jeu, stopper l'attaque adverse et relancer les contre-offensives.
Пьера называют первым французским вратарем, активно игравшим по всей штрафной площади. Он смело прыгал в ноги соперников, из-за чего часто травмировался.

## Достижения
- Обладатель Кубка Франции: (3)

«Ред Стар»: 1920-21, 1921-22, 1922-23
- Финалист Межсоюзнеческих игр: (1)

Франции: 1919
- Победитель Чемпионата Парижа: (2)

«Ред Стар»: 1922, 1924